# Premalu
 (mars 2024).
La mise en forme du texte ne suit pas les recommandations de Wikipédia : il faut le « wikifier ».
Les points d'amélioration suivants sont les cas les plus fréquents. Le détail des points à revoir est peut-être précisé sur la page de discussion.
- Les titres sont pré-formatés par le logiciel. Ils ne sont ni en capitales, ni en gras.
- Le texte ne doit pas être écrit en capitales (les noms de famille non plus), ni en gras, ni en italique, ni en « petit »…
- Le gras n'est utilisé que pour surligner le titre de l'article dans l'introduction, une seule fois.
- L'italique est rarement utilisé : mots en langue étrangère, titres d'œuvres, noms de bateaux, etc.
- Les citations ne sont pas en italique mais en corps de texte normal. Elles sont entourées par des guillemets français : « et ».
- Les listes à puces sont à éviter, des paragraphes rédigés étant largement préférés. Les tableaux sont à réserver à la présentation de données structurées (résultats, etc.).
- Les appels de note de bas de page (petits chiffres en exposant, introduits par l'outil «  Source ») sont à placer entre la fin de phrase et le point final[comme ça].
- Les liens internes (vers d'autres articles de Wikipédia) sont à choisir avec parcimonie. Créez des liens vers des articles approfondissant le sujet. Les termes génériques sans rapport avec le sujet sont à éviter, ainsi que les répétitions de liens vers un même terme.
- Les liens externes sont à placer uniquement dans une section « Liens externes », à la fin de l'article. Ces liens sont à choisir avec parcimonie suivant les règles définies. Si un lien sert de source à l'article, son insertion dans le texte est à faire par les notes de bas de page.
- La présentation des références doit suivre les conventions bibliographiques. Il est recommandé d'utiliser les modèles {{Ouvrage}}, {{Chapitre}}, {{Article}}, {{Lien web}} et/ou {{Bibliographie}}. Le mode d'édition visuel peut mettre en forme automatiquement les références.
- Insérer une infobox (cadre d'informations à droite) n'est pas obligatoire pour parachever la mise en page.

Pour une aide détaillée, merci de consulter Aide:Wikification.
Si vous pensez que ces points ont été résolus, vous pouvez retirer ce bandeau et améliorer la mise en forme d'un autre article.
Pour plus de détails, voir Fiche technique et Distribution.
Premalu est un film de comédie romantique indien en langue malayalam de 2024 co-écrit et réalisé par Girish A. D. Le film met en vedette Naslen K. Gafoor et Mamitha Baiju dans les rôles principaux. Il présente également un ensemble comprenant Sangeeth Prathap, Shyam Mohan M, Meenakshi Raveendran, Akhila Bhargavan, Althaf Salim et Mathew Thomas ont fait une longue apparition. La musique a été composée par Vishnu Vijay, tandis qu'Ajmal Sabu et Akash Joseph Varghese se sont occupés de la cinématographie et du montage du film.
Premalu est sorti le 9 février 2024 et a été acclamé par la critique pour son histoire, sa musique, son humour et ses performances de distribution. Le film, réalisé avec un budget de 3 crores ₹, est devenu un blockbuster au box-office et est devenu le cinquième film malayalam à rapporter plus de 120 crores ₹ (15 millions de dollars) dans le monde. C’est actuellement le cinquième film malayalam le plus rentable de tous les temps, et le deuxième plus élevé de 2024. La version doublée en télougou est sortie le 8 mars 2024 et la version double en tamoul.

## Synopsis
Le dernier jour de l’université, Sachin Santhosh avoue enfin son amour à sa camarade de classe Anjali, qui le rejette. Après l’université, Sachin envisage de déménager au Royaume-Uni pour des études supérieures, laissant tous les problèmes derrière lui, mais sa demande de visa est rejetée, ce qui lui laisse une dernière chance de postuler après six mois.
Pendant ce temps, Sachin vit sa vie sans but, aidant son père à faire les livraisons de sa boulangerie. Lors d’une de ces livraisons, Sachin rencontre sa vieille amie Amal Davis et ravive leur amitié. Alors que Sachin réfléchit encore à ce qu’il va faire ensuite, Amal suggère de s’inscrire à un cours GATE à Hyderabad avec lui, jusqu’à ce que Sachin puisse demander à nouveau un visa et aussi comme solution de secours si la demande échoue. Sachin accepte et s’installe à Hyderabad avec Amal.
À Hyderabad, Reenu, une jeune fille d’une vingtaine d’années, vient de rejoindre l’équipe de développement d’une société informatique, où un homme pompeux nommé Aadhi est le développeur principal. Après l’avoir rejointe, Reenu emménage dans un appartement avec son amie Karthika et une autre colocataire Niharika. Aadhi a le béguin pour Reenu, mais il se présente comme son « meilleur ami » (meilleur ami). Sachin et Amal rencontrent Reenu et son équipe lors d’un mariage, où les premiers sont les invités du marié et les seconds sont les invités de la mariée. Sachin tombe amoureux de Reenu. Ils se lient d’amitié pendant le mariage. En raison de circonstances inattendues, Reenu et Karthika choisissent de retourner à Hyderabad avec Sachin et Amal.
Reenu est très à l’aise avec Sachin et trouve ses pitreries drôles et amicales. Sachin trouve un emploi dans un fast-food pour rester à Hyderabad alors qu’il abandonne le cours GATE et veut en savoir plus sur Reenu. Amal essaie de faire allusion à Reenu au sujet du béguin de Sachin par l’intermédiaire de Karthika dans un pub, mais elle l’abat en disant que Reenu cherche quelqu’un de mature et d’accompli et non quelqu’un comme Sachin, qui n’a pas de plan même pour demain. Après beaucoup d’introspection, Sachin décide d’avouer son amour à Reenu, mais elle dit qu’elle veut quelqu’un de mature et d’installé dans la vie.
Sachin décide de quitter Hyderabad et de s’installer à Chennai avec son ami de l’université. Cependant, Reenu développe également des sentiments envers Sachin, mais elle n’en est pas sûre. Elle essaie de le convaincre de revenir, mais Sachin ne répond pas à ses appels ou à ses messages.
Après quelques mois, Karthika invite Sachin à sa fête de fiançailles à Hyderabad. Reenu essaie de lui parler, mais Sachin agit comme s’il était passé à autre chose et l’informe que sa demande de visa est arrivée et qu’il part pour le Royaume-Uni le lendemain depuis Hyderabad.
Aadhi aborde Sachin et Amal et demande à avoir une conversation avec eux. Sachin et Amal, tous deux très ivres, retirent le Mickey d'Aadhi, remarquant que Reenu le rejettera également. Pour prouver que Sachin et Amal ont tort, Aadhi demande à Reenu devant tout le monde à la fête si elle l'aime, et elle répond brusquement « non », déclenchant d'autres railleries et rires de cheval de la part de Sachin et Amal. Humilié par cela, Aadhi jure de se venger de Sachin et Amal et quitte le parti. Sachin n'est toujours pas intéressé à parler à Reenu et dort à la fête.
Le lendemain matin, Amal et Sachin partent pour l'aéroport et Reenu les rejoint. En route, Aadhi et ses sbires leur tendent une embuscade, mais Reenu sauve Sachin et Amal en neutralisant Aadhi avec le spray au poivre qu'Aadhi lui-même lui avait donné, ainsi qu'aux autres employées de leur bureau, pour se défendre. Reenu avoue son amour à Sachin et dit "À partir de maintenant, nous sommes dans une relation à distance. Voyons comment ça se passe" et fait ses adieux.

## Distribution
- Naslen K.Gafoor : Sachin Santhosh
- Mimotha Baiju : Reenu Roy
- Mathew Thomas : Thomas
- Sangeeth Prathap : Amal Davis
- Akhila Bhargavan comme Karthika
- Meenakshi Raveendran : Niharika a.k.a "Wanderlust"
- Althaf Salim : Subin
- Ranjith Narayan Kurup : ami de Thomas
- AR Rajaganesh : colleague
- K.S Prasad : père de Sachin
- Gopu Kesav : père de Reenu
- Syam Pushkaran : Pampa vaansan

## Production
Premalu est produit par Fahadh Faasil, Dileesh Pothan et Syam Pushkaran sous leur société de production, Bhavana Studios. Le film capture l'essence de la culture dynamique et des lieux pittoresques d'Hyderabad, offrant une toile de fond visuellement captivante au récit romantique.

## Musique
La partition musicale et les chansons du film sont composées par Vishnu Vijay. Le numéro à succès de MM Keeravani, lauréat d'un Oscar, «Yadava » de KS Chithra et P. Unnikrishnan du film Devaraagam de 1996 a été réutilisé dans le film pour devenir par la suite un fureur à la sortie du film. Le vétéran KG Markose a interprété une chanson intitulée "Telangana Bommalu" après une brève interruption des films.

## Sortie
Le film est sorti en salles le 9 février 2024.

## Réception
Nikhil Sebastian de Pinkvilla a donné 4/5 étoiles et a écrit « Premalu marque sans aucun doute le meilleur travail de Girish AD depuis Thanneer Mathan Dinangal. Si vous cherchez à échapper au stress de la vie pendant deux heures et demie et à vous plonger dans le rire et le plaisir, alors ne cherchez pas plus loin : réserver un billet pour Premalu est le choix parfait ». Anandu Suresh de The Indian Express a donné 3,5/5 étoiles et a écrit « Semblable à Thanneer Mathan Dinangal et Super Sharanya de Girish AD, cette vedette de Naslen, Mamitha Baiju emploie trop efficacement la comédie situationnelle et d'observation. Pourtant, Girish assure que Premalu se démarque de son travaux antérieurs ».
Sowmya Rajendran, écrivant pour Moneycontrol, a qualifié le film de « comédie romantique inoffensive » et a salué les performances des acteurs.
Anna MM Vetticad a critiqué l'arc de personnage de Reenu, faisant remarquer qu'il renforce l'idée répandue selon laquelle lorsqu'une femme dit non, cela signifie peut-être, et lorsqu'elle dit peut-être, cela signifie oui. Cependant, elle a loué l'humour du film et le timing comique du casting.
Gayathri Krishna d'OTTplay a donné 3,5/5 étoiles et a écrit « Premalu, avec Naslen et Mamitha Baiju, est une comédie romantique décente, ce qui la rend à nouveau regardable, un peu comme les films précédents de Girish AD ». Aswin Devan de The New Indian Express a écrit « Le style distinctif que nous avons vu dans les films précédents de Girish comme Thanneermathan Dinangal et Super Sharanya, est d'autant plus prononcé dans Premalu ».
M. S. Krishna Prateek de Letterboxd a exprimé son admiration pour le film, déclarant que cela faisait un bon moment qu'il n'avait pas regardé un film aussi propre et léger que celui-ci. Le film vise uniquement à divertir, sans complexités inutiles. LokaChitra.com donne une note de 4/5 et dit « Hilarious ROM-COM Entertainer ».